# Cambio isomérico
El cambio isomérico (también llamado cambio de isómero) es el cambio en las líneas espectrales atómicas y las líneas espectrales gamma, que se produce como consecuencia del reemplazo de un isómero nuclear por otro. Por lo general, se denomina desplazamiento isomérico en líneas espectrales atómicas y desplazamiento isomérico de Mössbauer, respectivamente. Si los espectros también tienen una estructura hiperfina, el desplazamiento se refiere al centro de gravedad de los espectros. El desplazamiento isomérico proporciona información importante sobre la estructura nuclear y el entorno físico, químico o biológico de los átomos. El efecto también se ha propuesto como una herramienta en la búsqueda de la variación temporal de las constantes fundamentales de la naturaleza.

## Desplazamiento isomérico en líneas espectrales atómicas
El cambio isomérico en las líneas espectrales atómicas es el desplazamiento de energía o frecuencia en los espectros atómicos, que ocurre cuando uno reemplaza un isómero nuclear por otro. El efecto fue predicho por Richard M. Weiner en 1956, cuyos cálculos mostraron que debería ser medible por espectroscopía atómica (óptica). Se observó experimentalmente por primera vez en 1958. La teoría del desplazamiento isomérico atómico también se utiliza en la interpretación del desplazamiento isomérico de Mössbauer.

## Terminología
La noción de isómero también aparece en otros campos como la química y la meteorología. Por tanto, en las primeras publicaciones dedicadas a este efecto se utilizó el nombre desplazamiento isomérico nuclear en líneas espectrales. Antes del descubrimiento del efecto Mössbauer, el desplazamiento isomérico se refería exclusivamente a los espectros atómicos; esto explica la ausencia de la palabra atómico en la definición inicial del efecto. Posteriormente, el cambio isomérico también se observó en espectroscopia gamma a través del efecto Mössbauer y se denominó cambio isomérico Mössbauer. Para obtener más detalles sobre la historia del cambio isomérico y la terminología utilizada, consulte S.L.Ruby,  Mössbauer Isomer Shifts.

## Cambio isotópico versus isomérico en líneas espectrales atómicas
Las líneas espectrales atómicas se deben a las transiciones de electrones entre diferentes niveles de energía atómica E, seguidas de la emisión de fotones. Los niveles atómicos son una manifestación de la interacción electromagnética entre electrones y núcleos. Los niveles de energía de dos átomos, cuyos núcleos son isótopos diferentes del mismo elemento, se desplazan uno con respecto al otro, a pesar de que las cargas eléctricas Z de los dos isótopos son idénticas. Esto es así porque los isótopos se diferencian por el número de neutrones y, por tanto, las masas y los volúmenes de dos isótopos son diferentes; estas diferencias dan lugar al desplazamiento isotópico en las líneas espectrales atómicas. 
En el caso de dos isómeros nucleares, el número de protones y el número de neutrones son idénticos, pero los estados cuánticos y, en particular, los niveles de energía de los dos isómeros nucleares difieren. Esta diferencia induce una diferencia en las distribuciones de carga eléctrica de dos isómeros y, por lo tanto, una diferencia δφ en los correspondientes potenciales nucleares electrostáticos φ, lo que finalmente conduce a una diferencia ΔE en los niveles de energía atómica. El desplazamiento isomérico en las líneas espectrales atómicas viene dado por 
{\displaystyle \Delta E=-e\int \delta \phi |\psi |^{2}\,d\tau ,}
donde ψ es la función de onda del electrón involucrado en la transición, e su carga eléctrica, y la integración se realiza sobre las coordenadas del electrón. 
El desplazamiento isotópico y el isomérico son similares en el sentido de que ambos son efectos en los que se manifiesta el tamaño finito del núcleo y ambos se deben a una diferencia en la energía de interacción electromagnética entre los electrones y el núcleo del átomo. El cambio isotópico se conocía décadas antes del cambio isomérico y proporcionaba información útil pero limitada sobre los núcleos atómicos. A diferencia del cambio isomérico, el cambio isotópico se descubrió al principio en un experimento y luego se interpretó teóricamente. Mientras que en el caso del desplazamiento isotópico la determinación de la energía de interacción entre electrones y núcleos es un problema electromagnético relativamente simple, para los isómeros el problema es más complicado, ya que es la interacción fuerte la que explica la excitación isomérica del núcleo y por tanto, para la diferencia de distribuciones de carga de los dos estados isoméricos. Esta circunstancia explica en parte por qué el cambio isomérico nuclear no se descubrió antes: la teoría nuclear apropiada y, en particular, el modelo de capa nuclear se desarrollaron solo a fines de la década de 1940 y principios de la de 1950. En cuanto a la observación experimental de este desplazamiento, también hubo que esperar el desarrollo de una nueva técnica que permitiera la espectroscopia con isómeros, que son núcleos metaestables. Esto también sucedió solo en la década de 1950. 
Mientras que el cambio isomérico es sensible a la estructura interna del núcleo, el cambio isotópico (en una buena aproximación) no lo es. Por lo tanto, la información de física nuclear que se puede obtener de la investigación del desplazamiento isomérico es superior a la que se puede obtener de los estudios de desplazamiento isotópico. Las mediciones a través del desplazamiento isomérico de, por ejemplo, la diferencia de radios nucleares del estado excitado y fundamental constituyen una de las pruebas más sensibles de modelos nucleares. Además, combinado con el efecto Mössbauer, el desplazamiento isomérico constituye en la actualidad una herramienta única en muchos otros campos además de la física. 

## El modelo de capa nuclear
Según el modelo de capa nuclear, existe una clase de isómeros, para los cuales, en una primera aproximación, es suficiente considerar un solo nucleón, llamado nucleón "óptico", para obtener una estimación de la diferencia entre las distribuciones de carga de los dos estados isoméricos, el resto de los nucleones se filtran. Esto se aplica en particular a los isómeros en núcleos de protones impares y neutrones pares, con capas casi cerradas. El indio-115, para el cual se calculó el efecto, es un ejemplo. El resultado del cálculo fue que el desplazamiento isomérico en las líneas espectrales atómicas, aunque bastante pequeño, resultó ser dos órdenes de magnitud mayor que un ancho de línea natural típico, que constituye el límite de la mensurabilidad óptica. 
El desplazamiento medido tres años después en Hg-197 fue bastante cercano al calculado para In-115, aunque en Hg-197, a diferencia de In-115, el nucleón óptico es un neutrón en lugar de un protón, y la interacción entre neutrones-electrones libres es mucho más pequeña que la interacción entre electrones y protones libres. Esto es una consecuencia del hecho de que los nucleones ópticos no son partículas libres, sino unidas. Así, los resultados podrían explicarse dentro de la teoría al asociar con el neutrón óptico impar una carga eléctrica efectiva de Z/A.

## El desplazamiento isomérico de Mössbauer
El cambio isomérico de Mössbauer es el cambio observado en la espectroscopia de rayos gamma cuando se comparan dos estados isoméricos nucleares diferentes en dos entornos físicos, químicos o biológicos diferentes, y se debe al efecto combinado de la transición de Mössbauer sin retroceso entre los dos estados nucleares isoméricos y la transición entre dos estados atómicos en esos dos entornos. 
El cambio isomérico en las líneas espectrales atómicas depende de la función de onda electrónica ψ y de la diferencia δφ de los potenciales electrostáticos φ de los dos estados isoméricos. 
Para un isómero nuclear dado en dos entornos físicos o químicos diferentes (diferentes fases físicas o diferentes combinaciones químicas), las funciones de onda de los electrones también son diferentes. Por lo tanto, además del cambio isomérico en las líneas espectrales atómicas, que se debe a la diferencia de los dos estados de los isómeros nucleares, habrá un cambio entre los dos entornos (debido a la disposición experimental, estos se denominan fuente(s) y absorbedor(es)). Este desplazamiento combinado es el desplazamiento isomérico de Mössbauer, y se describe matemáticamente mediante el mismo formalismo que el desplazamiento isomérico nuclear en las líneas espectrales atómicas, excepto que en lugar de una función de onda electrónica, que en la fuente ψs, se trata de la diferencia entre la función de onda electrónica en la fuente ψsy la función de onda electrónica en el absorbedor ψa: 
{\displaystyle \Delta E_{\text{Mossbauer}}=\Delta E_{\text{s}}-\Delta E_{\text{a}}=-e\int \delta \phi {\big (}|\psi _{\text{s}}|^{2}-|\psi _{\text{a}}|^{2}{\big )}\,d\tau .}
La primera medición del desplazamiento isomérico en espectroscopía gamma con la ayuda del efecto Mössbauer fue registrado en 1960, dos años después de su primera observación experimental en espectroscopía atómica. Al medir este desplazamiento, se obtiene información importante y extremadamente precisa, tanto sobre los estados de los isómeros nucleares como sobre el entorno físico, químico o biológico de los átomos, representado por las funciones de onda electrónicas. 
Bajo su variante Mössbauer, el cambio isomérico ha encontrado aplicaciones importantes en dominios tan diferentes como la física atómica, la física del estado sólido, la física nuclear, la química, la biología, la metalurgia, la mineralogía, la geología y la investigación lunar.
El cambio isomérico nuclear también se ha observado en átomos muónicos, es decir, átomos en los que un muon es capturado por el núcleo excitado y hace una transición de un estado excitado atómico al estado fundamental atómico en un tiempo más corto que el tiempo de vida del estado nuclear isomérico excitado.